# تابع مولد گشتاور
تابع مولد گشتاور یا تابع مولد ممان یا ام جی اف (به انگلیسی: Moment-generating function) یک تابع پر مصرف در ریاضیات آمار و احتمالات است. با داشتن تابع مولد ممان یک متغیر تصادفی می‌توان توزیع احتمالی آن را به‌طور کامل تعریف نمود. علاوه بر توزیع‌های یک متغیره تابع مولد گشتاور را می‌توان برای متغیرهای تصادفی برداری یا ماتریسی نیز تعریف کرد. تابع مولد گشتاور (بر خلاف تابع مشخصه) همیشه قابل تعریف نیست.

## تعریف
در آمار و احتمال تابع مولد گشتاور(MGF) برای متغیر تصادفی X به صورت زیر تعریف می‌شود.
{\displaystyle M_{X}(t):=E\left[e^{tX}\right],\quad t\in \mathbb {R} ,}
هر گاه این امید ریاضی وجود داشته باشد
{\displaystyle M_{X}(0)} همیشه وجود دارد و مقدار آن برابر {\displaystyle 1} است.
نکته مهمی که دربارهٔ این تابع وجود دارد این است که این تابع ممکن است وجود نداشته باشد چون نمی‌توان گفت که انتگرال مطلقاً همگرا است.
به صورت کلی اگر
{\displaystyle \mathbf {X} =(X_{1},\ldots ,X_{n})}
یک بردار {\displaystyle n} بعدی تصادفی باشد به جای {\displaystyle tx} از
{\displaystyle \mathbf {t} \cdot \mathbf {X} =\mathbf {t} ^{\mathrm {T} }\mathbf {X} } استفاده می‌کنیم.
{\displaystyle M_{\mathbf {X} }(\mathbf {t} ):=E\left(e^{\mathbf {t} ^{\mathrm {T} }\mathbf {X} }\right).}

## علت تعریف تابع مولد گشتاور به این شکل
علت تعریف تابع مولد گشتاور به این شکل این است که می‌توان از آن برای یافتن تمامی گشتاورها (moment) استفاده کرد. اگر تابع {\displaystyle e^{tX}} را بسط دهیم به عبارت زیر می‌رسیم.
{\displaystyle e^{tX}=1+tX+{\frac {t^{2}X^{2}}{2!}}+{\frac {t^{3}X^{3}}{3!}}+\cdots .}
بنابراین
{\displaystyle {\begin{aligned}M_{X}(t)=\mathbb {E} (e^{t\,X})&=1+t\,\mathbb {E} (X)+{\frac {t^{2}\,\mathbb {E} (X^{2})}{2!}}+{\frac {t^{3}\,\mathbb {E} (X^{3})}{3!}}+\cdots +{\frac {t^{n}\,\mathbb {E} (X^{n})}{n!}}+\cdots \\&=1+tm_{1}+{\frac {t^{2}m_{2}}{2!}}+{\frac {t^{3}m_{3}}{3!}}+\cdots +{\frac {t^{n}m_{n}}{n!}}+\cdots ,\end{aligned}}}
که {\displaystyle m_{i}} گشتاور iام است.
اگر از MX(t)
i بار مشتق بگیریم و قرار دهیم {\displaystyle t=0} گشتاور iام نسبت به مبدأ را به ما می‌دهد.

## تابع مولد گشتاور توزیع‌های مختلف
| توزیع                                   | تابع مولد گشتاور (MX(t                                                            | (Characteristic function φ(t                                                       |
| --------------------------------------- | --------------------------------------------------------------------------------- | ---------------------------------------------------------------------------------- |
| توزیع برنولی {\displaystyle \,P(X=1)=p} | {\displaystyle \,1-p+pe^{t}}                                                      | {\displaystyle \,1-p+pe^{it}}                                                      |
| توزیع دوجمله‌ای (l B(n, p                | {\displaystyle \,(1-p+pe^{t})^{n}}                                                | {\displaystyle \,(1-p+pe^{it})^{n}}                                                |
| توزیع پواسون (Pois(λ                    | {\displaystyle \,e^{\lambda (e^{t}-1)}}                                           | {\displaystyle \,e^{\lambda (e^{it}-1)}}                                           |
| توزیع یکنواخت (U(a, b                   | {\displaystyle \,{\frac {e^{tb}-e^{ta}}{t(b-a)}}}                                 | {\displaystyle \,{\frac {e^{itb}-e^{ita}}{it(b-a)}}}                               |
| توزیع نرمال (N(μ, σ2                    | {\displaystyle \,e^{t\mu +{\frac {1}{2}}\sigma ^{2}t^{2}}}                        | {\displaystyle \,e^{it\mu -{\frac {1}{2}}\sigma ^{2}t^{2}}}                        |
| Chi-square χ2k                          | {\displaystyle \,(1-2t)^{-k/2}}                                                   | {\displaystyle \,(1-2it)^{-k/2}}                                                   |
| توزیع گاما (Γ(k, θ                      | {\displaystyle \,(1-t\theta )^{-k}}                                               | {\displaystyle \,(1-it\theta )^{-k}}                                               |
| توزیع نمایی (Exp(λ                      | {\displaystyle \,(1-t\lambda ^{-1})^{-1}}                                         | {\displaystyle \,(1-it\lambda ^{-1})^{-1}}                                         |
| Multivariate normal N(μ, Σ              | {\displaystyle \,e^{t^{\mathrm {T} }\mu +{\frac {1}{2}}t^{\mathrm {T} }\Sigma t}} | {\displaystyle \,e^{it^{\mathrm {T} }\mu -{\frac {1}{2}}t^{\mathrm {T} }\Sigma t}} |
| Degenerate δa                           | {\displaystyle \,e^{ta}}                                                          | {\displaystyle \,e^{ita}}                                                          |
| توزیع لاپلاس (L(μ, b                    | {\displaystyle \,{\frac {e^{t\mu }}{1-b^{2}t^{2}}}}                               | {\displaystyle \,{\frac {e^{it\mu }}{1+b^{2}t^{2}}}}                               |
| توزیع کشی (Cauchy(μ, θ                  | not defined                                                                       | {\displaystyle \,e^{it\mu -\theta \|t\|}}                                          |
| Negative Binomial NB(r, p               | {\displaystyle \,{\frac {(1-p)^{r}}{(1-pe^{t})^{r}}}}                             | {\displaystyle \,{\frac {(1-p)^{r}}{(1-pe^{it})^{r}}}}                             |

## محاسبه
تابع مولد گشتاور به کمک انتگرال Riemann–Stieltjes محاسبه می‌شود:
{\displaystyle M_{X}(t)=\int _{-\infty }^{\infty }e^{tx}\,dF(x)}
که
{\displaystyle F} تابع توزیع تجمعی (CDF) است.
اگر {\displaystyle f(x)} تابع چگالی احتمال متغیر تصادفی پیوسته {\displaystyle X} باشد آنگاه {\displaystyle M_{x}(-t)} برابر تبدیل لاپلاس دوطرفه {\displaystyle f(x)}
است.
```

  

    

      

        

          

            

              

                

                  
M

                  

                    
X

                  

                

                
(

                
t

                
)

              

              

                

                
=

                

                  
∫

                  

                    
−

                    
∞

                  

                  

                    
∞

                  

                

                

                  
e

                  

                    
t

                    
x

                  

                

                
f

                
(

                
x

                
)

                

                
d

                
x

              

            

            

              

              

                

                
=

                

                  
∫

                  

                    
−

                    
∞

                  

                  

                    
∞

                  

                

                

                  
(

                  

                    
1

                    
+

                    
t

                    
x

                    
+

                    

                      

                        

                          

                            
t

                            

                              
2

                            

                          

                          

                            
x

                            

                              
2

                            

                          

                        

                        

                          
2

                          
!

                        

                      

                    

                    
+

                    
⋯

                  

                  
)

                

                
f

                
(

                
x

                
)

                

                
d

                
x

              

            

            

              

              

                

                
=

                
1

                
+

                
t

                

                  
m

                  

                    
1

                  

                

                
+

                

                  

                    

                      

                        
t

                        

                          
2

                        

                      

                      

                        
m

                        

                          
2

                        

                      

                    

                    

                      
2

                      
!

                    

                  

                

                
+

                
⋯

                
,

              

            

          

        

      

    

    
{\displaystyle {\begin{aligned}M_{X}(t)&=\int _{-\infty }^{\infty }e^{tx}f(x)\,dx\\&=\int _{-\infty }^{\infty }\left(1+tx+{\frac {t^{2}x^{2}}{2!}}+\cdots \right)f(x)\,dx\\&=1+tm_{1}+{\frac {t^{2}m_{2}}{2!}}+\cdots ,\end{aligned}}}

  

```

{\displaystyle m_{i}} نشان دهنده گشتاور iام است.

## جمع متغیرهای تصادفی مستقل
اگر که
X1, X2, ... , Xn
متغیرهای تصادفی مستقل از هم باشند (لازم نیست توزیع یکسانی داشته باشند) و
{\displaystyle S_{n}=\sum _{i=1}^{n}a_{i}X_{i},}
که در آن
{\displaystyle a_{i}}
ثابت هستند آنگاه تابع چگالی احتمال {\displaystyle S_{n}} برابر کانولوشن توابع چگالی احتمال {\displaystyle X_{i}}ها خواهد بود و تابع مولد گشتاور آن به صورت زیر خواهد بود.
{\displaystyle M_{S_{n}}(t)=M_{X_{1}}(a_{1}t)M_{X_{2}}(a_{2}t)\cdots M_{X_{n}}(a_{n}t)\,.}

## متغیرهای تصادفی برداری
برای متغیر تصادفی {\displaystyle X} که عناصر آن حقیقی است تابع مولد گشتاور به صورت زیر تعریف می‌شود.
{\displaystyle M_{X}(t)=E\left(e^{\langle t,X\rangle }\right)}
که {\displaystyle t} یک بردار است و
{\displaystyle \langle \cdot ,\cdot \rangle }
نشان دهنده ضرب داخلی است.

## خواص مهم
مهمترین خاصیت این تابع این است که اگر ۲ توزیع تابع مولد گشتاور یکسانی داشته باشند توزیع آن دو در تمام نقاط یکی است؛ بنابراین اگر برای تمامی مقادیر {\displaystyle t}
{\displaystyle M_{X}(t)=M_{Y}(t),\,}
آنگاه:
{\displaystyle F_{X}(x)=F_{Y}(x)\,}
رابطه بالا برای هر x برقرار است (یعنی توزیع X و Y یکی است). توجه شوداین گزاره با گزاره زیر متفاوت است.
اگر دو توزیع گشتاورهای یکسان داشته باشند در تمامی نقاط یکسان هستند. چون در بعضی موارد گشتاور وجود دارد ولی تابع مولد گشتاور وجود ندارد چون در بعضی موارد حد
{\displaystyle \lim _{n\rightarrow \infty }\sum _{i=0}^{n}{\frac {t^{i}m_{i}}{i!}}}
وجود ندارد برای مثال توزیع لگ نرمال از این دسته است.

## کاربرد تابع مولد گشتاور
گشتاورهای یک متغیر تصادفی را می‌توان به سادگی از طریق تابع مولد گشتاور و بدون نیاز به انتگرالگیری بدست آورد:
{\displaystyle E\left(Y^{n}\right)=m_{Y}^{(n)}(0)=\left.{\frac {\mathrm {d} ^{n}m_{Y}(t)}{\mathrm {d} t^{n}}}\right|_{t=0}}